# Juan Fernández Manrique de Lara y Pimentel
Juan Fernández Manrique de Lara y Pimentel (?, c. 1490-Barcelona, 14 de octubre de 1553) fue un noble y hombre de estado español, embajador ante la Santa Sede, virrey y capitán general de Cataluña.

## Biografía
Tercer marqués de Aguilar de Campoo, Grande de España y quinto conde de Castañeda. Casó en primeras nupcias con María de Luna y Sandoval, hija de Bernardo de Rojas y Sandoval (-1536), II marqués de Denia, sin descendencia, y; en segundas con Blanca Pimentel de Velasco, hija del conde-duque de Benavente. De su segundo matrimonio tuvo a su hijo Luis Fernández Manrique de Lara y Pimentel, quien le sucedió en el marquesado. En 1535, acompañando a Carlos V, se destacó por su valor y pericia militar en la Jornada de Túnez. Fue canciller mayor de Castilla, cazador mayor de Carlos I, embajador ante la Santa Sede entre 1537 y 1540, y virrey de Cataluña entre 1543 y 1553. Falleció en 1553.